# Kvalifikacija za Millstreet
Kvalifikacija za Millstreet (anglicky Preselection for Millstreet; francouzsky Présélection pour Millstreet) byla televizní pěvecká soutěž, která sloužila jako kvalifikační kolo pro Eurovision Song Contest 1993. Pořadatelem byla Evropská vysílací unie (EVU), hostitelskou vysílací stanicí byla Radiotelevizija Slovenija (RTV SLO). Soutěž se konala 3. dubna 1993 v Lublani, moderátorkou byla Tajda Lekše.
Soutěž byla uspořádána z důvodu zvýšeného zájmu o účast na Eurovision Song Contest po pádu komunistických režimů v Evropě a vzniku nových zemí v důsledku rozpadu Jugoslávie a rozpadu Sovětského svazu. Pořadatelé poskytli tři volná místa zemím, které se Eurovize nikdy nezúčastnily – o účast v ročníku konaném 15. května v irské Millstreet nakonec projevilo zájem 7 států, které se zúčastnily kvalifikačního kola.
Každou ze zúčastněných zemí zastupoval jeden porotce. Ti nakonec rozhodli, že se Eurovize zúčastní Bosna a Hercegovina, Chorvatsko a Slovinsko. Následující rok došlo k úpravě pravidel – místo kvalifikačního kola bylo ustanoveno, že noví zájemci o účast budou mít své místo v soutěži zajištěno, a to na úkor zemí, které v předchozím ročníku získaly nejméně bodů. Estonsko, Maďarsko, Rumunsko a Slovensko se tak mohli zúčastnit ročníku v roce 1994.

## Výsledky
O účast zpočátku projevilo zájem 14 zemí včetně Běloruska, Bulharska, Česka, Lotyšska, Litvy, Ruska a Ukrajiny. Do kvalifikace se ale nakonec zapojilo pouze 7 států.
| Pořadí | Země                | Interpret       | Skladba                       | Jazyk                    | Body | Umístění |
| ------ | ------------------- | --------------- | ----------------------------- | ------------------------ | ---- | -------- |
| 1.     | Bosna a Hercegovina | Fazla           | „Sva bol svijeta“             | bosenština               | 52   | 2.       |
| 2.     | Chorvatsko          | Put             | „Don't Ever Cry“              | chorvatština, angličtina | 51   | 3.       |
| 3.     | Estonsko            | Janika Sillamaa | „Muretut meelt ja südametuld“ | estonština               | 47   | 5.       |
| 4.     | Maďarsko            | Andrea Szulák   | „Árva reggel“                 | maďarština               | 44   | 6.       |
| 5.     | Rumunsko            | Dida Drăgan     | „Nu pleca“                    | rumunština               | 38   | 7.       |
| 6.     | Slovinsko           | 1X Band         | „Tih deževen dan“             | slovinština              | 54   | 1.       |
| 7.     | Slovensko           | Elán            | „Amnestia na neveru“          | slovenština              | 50   | 4.       |

### Hlasování poroty

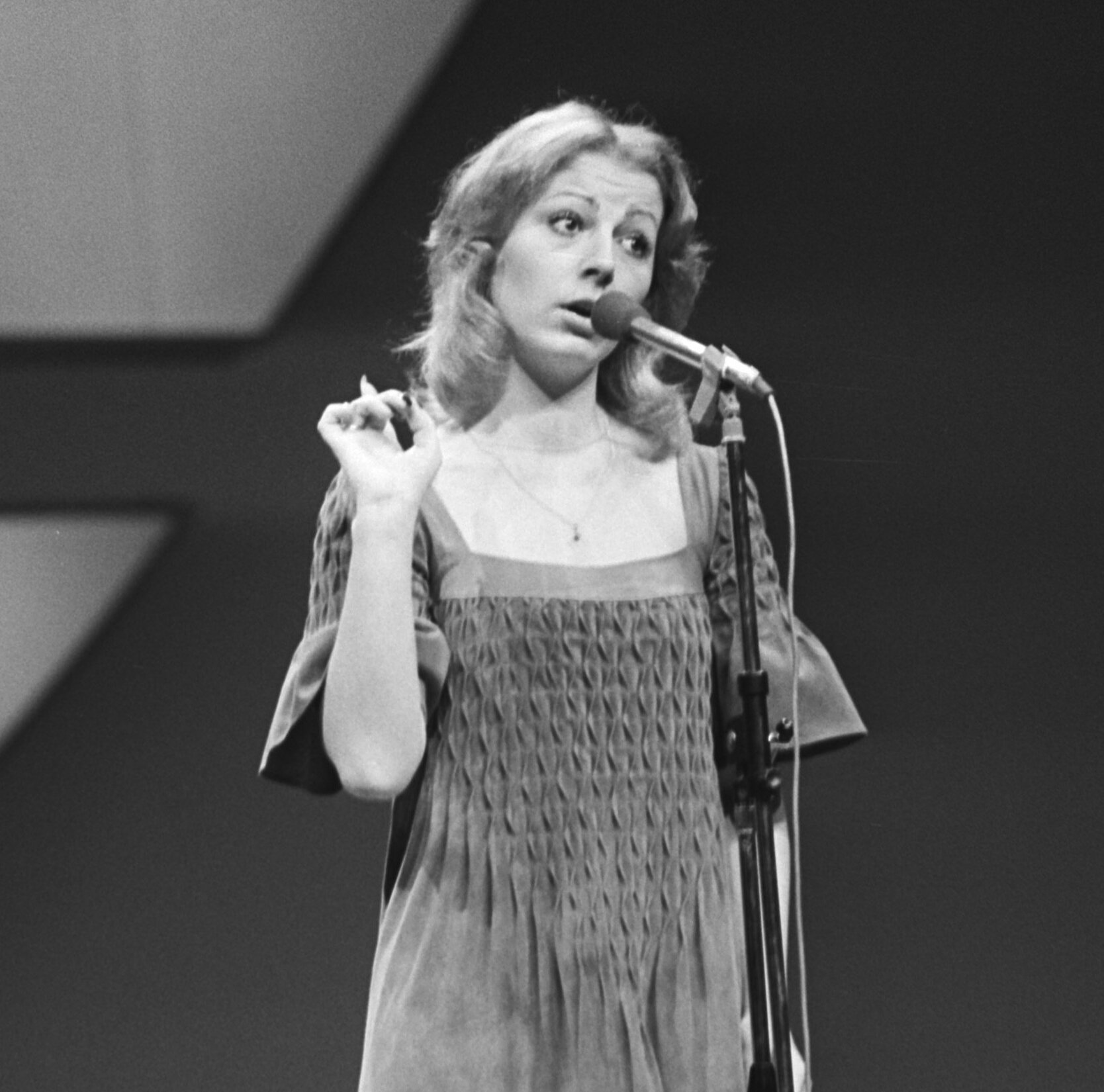
Ismeta Dervoz-Krvavac, porotkyně Bosny a Hercegoviny, která reprezentovala Jugoslávii na Eurovision Song Contest v roce 1976 jako členka skupiny Ambasadori.

O pořadí interpretů rozhodovala pouze porota. Jelikož nebylo možné spolehnout se na telefonické spojení, byl do Slovinska z každé země vyslán jeden porotce. Každý vyhlásil své rozhodnutí ve studiu živě. Všichni udělili 12 bodů svému favoritovi a ostatním 10, 8, 7, 6 a 5 bodů, pro svou zemi hlasovat nemohli.
Porotci
- Bosna a Hercegovina – Ismeta Dervoz-Krvavac
- Chorvatsko – Ksenija Urličić
- Estonsko – Jüri Makarov
- Maďarsko – Péter Wolf
- Rumunsko – Aurora Andronache
- Slovinsko – Mojmir Sepe
- Slovensko – Stanislav Bartovič

|                     | Body | BIH | CRO | EST | HUN | ROM | SLO | SVK |
| ------------------- | ---- | --- | --- | --- | --- | --- | --- | --- |
| Bosna a Hercegovina | 52   |     | 5   | 8   | 10  | 10  | 7   | 12  |
| Chorvatsko          | 51   | 10  |     | 6   | 12  | 7   | 8   | 8   |
| Estonsko            | 47   | 6   | 8   |     | 8   | 6   | 12  | 7   |
| Maďarsko            | 44   | 7   | 6   | 12  |     | 8   | 6   | 5   |
| Rumunsko            | 38   | 5   | 12  | 5   | 5   |     | 5   | 6   |
| Slovinsko           | 54   | 8   | 7   | 10  | 7   | 12  |     | 10  |
| Slovensko           | 50   | 12  | 10  | 7   | 6   | 5   | 10  |     |